# Family Basic
Il Family BASIC (o Famicom BASIC) è una speciale tastiera sviluppata da Hudson Soft e Sharp Corporation per il Family Computer (Famicom) il 21 giugno 1984. Alla tastiera era accompagnata anche una cartuccia per la programmazione in BASIC per ampliare le funzionalità della console e permetterla di compiere operazioni simili a quelle dei computer dell'epoca. Il 21 febbraio 1985 fu rilasciata una versione aggiornata della periferica chiamata Family Basic V3, che ampliava le funzionalità della macchina e permetteva di immagazzinare una quantità maggiore di dati, la cartuccia era inoltre di colore rosso anziché nero. Per quanto riguarda la tastiera, essa rimase invariata nei pulsanti e nella forma.